# Erondegemse Pijl
De Erondegemse Pijl (ook bekend als Erpe-Mere) is een voormalige eendaagse wielerwedstrijd voor vrouwen die vanaf 1995 werd georganiseerd in augustus in en rond Erondegem, gemeente Erpe-Mere in Oost-Vlaanderen. Het was aanvankelijk een criterium in diverse disciplines, later een nationale dameswedstrijd en viel sinds 2011 in de UCI 1.2-categorie. In 2020 stond de 26e editie van deze wedstrijd gepland die echter vanwege de coronapandemie geen doorgang kon vinden.

## Erelijst
| Jaar                | Winnares           | Tweede            | Derde                 |
| ------------------- | ------------------ | ----------------- | --------------------- |
| Nationale wedstrijd |                    |                   |                       |
| 2006                | Sjoukje Dufoer     | Ludivine Henrion  | Ilse Geldhof          |
| 2007                | Corine Hierckens   | Eva Heijmans      | Goedele Van den Steen |
| 2008                | Sylvia Debboudt    | Lensy Debboudt    | Mieke De Clercq       |
| 2009                | Lieselot Decroix   | Janneke Kanis     | Lensy Debboudt        |
| 2010                | Grace Verbeke      | Marie Lindberg    | Sjoukje Dufoer        |
| UCI 1.2-wedstrijd   |                    |                   |                       |
| 2011                | Chantal Blaak      | Christine Majerus | Liesbet De Vocht      |
| 2012                | Adrie Visser       | Liesbet De Vocht  | Janneke Kanis         |
| 2013                | Maaike Polspoel    | Sofie De Vuyst    | Christine Majerus     |
| 2014                | Ann-Sophie Duyck   | Liesbet De Vocht  | Désirée Ehrler        |
| 2015                | Thalita de Jong    | Elise Delzenne    | Nina Kessler          |
| 2016                | Lucinda Brand      | Nina Kessler      | Thalita de Jong       |
| 2017                | Julia Soek         | Rachel Neylan     | Esther van Veen       |
| 2018                | Nina Kessler       | Evy Kuijpers      | Monique van de Ree    |
| 2019                | Monique van de Ree | Nguyễn Thị Thật   | Sofie De Vuyst        |

### Overwinningen per land
| Overwinningen | Land              |
| ------------- | ----------------- |
| 7             | België, Nederland |